# کانال‌های بازاریابی
کانال بازاریابی (به انگلیسی: Marketing channel) یا شبکه‌های بازاریابی شامل افراد، سازمان‌ها و فعالیت‌های لازم برای انتقال مالکیت کالا از نقطه تولید به
نقطه مصرف است. این راهی است که محصولات به کاربر نهایی یعنی مصرف‌کننده می‌رسد. و به عنوان کانال توزیع نیز شناخته می‌شود. کانال بازاریابی یک ابزار مفید برای مدیریت است، و برای ایجاد یک استراتژی بازاریابی مؤثر و برنامه‌ریزی شده بسیار مهم است.
یکی دیگر از اشکال کمتر شناخته شده کانال بازاریابی، کانال توزیع دوگانه است. این کانال یک شکل کمتر سنتی است که به تولیدکننده یا عمده فروش اجازه می‌دهد تا با استفاده از بیش از یک کانال توزیع به کاربر نهایی برسد. تولیدکننده می‌تواند همزمان از طریق یک بازار مستقیم، مانند یک وب‌سایت، به دست مصرف‌کننده برسد، یا به شرکت یا خرده‌فروش دیگری بفروشد که از طریق کانال دیگری، یعنی یک فروشگاه و جاهای دیگر، به دست مصرف‌کننده می‌رسد. تأثیر در فرایند فروش:
نقش کانال بازاریابی در استراتژی‌های بازاریابی
تولیدکنندگان را به خریداران پیوند می‌دهد.
استراتژی قیمت گذاری شرکت را تحت تأثیر قرار می‌دهد.
تأثیرگذاری بر استراتژی محصول از طریق برندسازی، سیاست‌ها، رضایت ذینفعان.
سفارشی سازی سود، نصب، نگهداری، ارائه اعتبار و غیره

## انواع

### سازنده یا تولیدکننده → مشتری (کانال سطح صفر)
تولیدکننده کالا را می‌فروشد یا خدمات را مستقیماً به مصرف‌کننده ارائه می‌دهد، بدون اینکه با یک واسطه، یک عمده فروش، یک خرده فروش، یک نماینده یا یک فروشنده درگیر باشد. مصرف‌کننده مستقیماً به سراغ تولیدکننده می‌رود تا محصول را بدون عبور از هیچ کانال دیگری خریداری کند. این نوع بازاریابی برای کشاورزانی که می‌توانند قیمت محصولات خود را بدون نیاز واسطه تعیین کنند بسیار سودمند است. معمولاً کالاهایی که توسط بخش کوچک‌تری از بازار مصرف می‌شوند، بر تولیدکنندگان تأثیر می‌گذارند و بنابراین، کالاهایی که در پاسخ به سفارش چند مصرف‌کننده تولید می‌شوند، در نظر گرفته می‌شوند. معمولاً کالاها و خدمات این کانال توسط بخش‌های بزرگ بازار استفاده نمی‌شود. علاوه بر این، قیمت کالا ممکن است در معرض نوسانات قابل توجهی باشد. به عنوان مثال، تقاضای بالا باعث افزایش قیمت می‌شود.
از سوی دیگر، نوآوری‌های فناوری، کمک اینترنت و تلفن‌های هوشمند، اکنون نحوه کار تجارت را به‌طور قابل توجهی تغییر داده‌اند. گسترش کانال‌های مستقیم اینترنتی به این معنی است که شرکت‌های اینترنتی قادر خواهند بود خدمات و کالاها را به‌طور مستقیم با مصرف‌کنندگان تجارت کنند. می‌توان آن را مستقیماً از طریق اینترنت توزیع کرد، به عنوان مثال، خدمات در حوزه نرم‌افزارهایی مانند برنامه‌های آنتی‌ویروس و ….

### تولیدکننده → خرده فروش → مصرف‌کننده (کانال یک سطح)
خرده فروشان مانند هایپر استار و رفاه محصول را از تولیدکننده خریداری کرده و مستقیماً به مصرف‌کننده می‌فروشند. این کانال برای تولیدکنندگانی که کالاهای مصرفی مانند لباس، کفش، مبلمان، ظروف غذاخوری و اسباب‌بازی تولید می‌کنند، بهترین کارایی را دارد. از آنجایی که مصرف‌کنندگان قبل از تصمیم به خرید این نوع اقلام به زمان بیشتری نیاز دارند، به نفع سازنده است که آنها را قبل از اینکه به دست مصرف‌کنندگان برسد به یک واسطه بفروشد.
استفاده از یک شبکه مستقر که از قبل دارای وفاداری به برند است، استراتژی خوبی برای استفاده تولیدکنندگان برای رساندن سریع محصول به کاربر نهایی است. بسته به شکل خرده‌فروشی، اپراتورها می‌توانند یک شرکت مستقل، متعلق به مالکان مختلف یا برای مشارکت در شبکه خرده‌فروشی باشند. واسطه‌ها (خدمات خرده فروشی) به دلیل تجربه، حرفه ای بودن، توانایی ارائه محصولات به بازار هدف و ارتباطات در صنعت و همچنین مزیت در تخصص و کیفیت بالای کار مفید هستند. به عبارت دیگر، تولیدکنندگان کالاها و محصولات زیادی را تولید می‌کنند، اما در مجموعه و کالای آن محدود هستند. مصرف‌کنندگان به دنبال تنوع وسیع تری در مقادیر کمتر هستند؛ بنابراین، توزیع کالاها از تولیدکنندگان مختلف برای مطابقت با نیازها و خواسته‌های مصرف‌کنندگان بسیار ضروری است. هنگام ایجاد یک فروشگاه خرده فروشی، تلاش خریدار هنگام خرید در نظر گرفته می‌شود. به عنوان مثال، فروشگاه‌هایی که کالاهای مصرفی روزمره را می‌فروشند، به راحتی در محله ای نزدیک برای ساکنان قرار دارند. سرعت و راحتی خدمات برای منافع مشتریان در اولویت قرار دارد.

### تولیدکننده → خرده فروش → مشتری (کانال دو سطحی)
عمده فروشان محصولات را از تولیدکننده خریداری کرده و به مصرف‌کننده می‌فروشند. در این کانال مصرف‌کنندگان می‌توانند محصولات را مستقیماً از عمده فروش به صورت عمده خریداری کنند. با خرید عمده اجناس از عمده فروش، قیمت اجناس کاهش می‌یابد. این به این دلیل است که عمده‌فروش هزینه‌های اضافی، مانند هزینه‌های خدمات یا هزینه‌های نیروی فروش را که مشتریان معمولاً هنگام خرید از خرده‌فروشی پرداخت می‌کنند، از بین می‌برد. قیمت را برای مصرف‌کننده بسیار ارزان‌تر می‌کند.
با این حال، عمده فروش همیشه مستقیماً به مصرف‌کننده نمی‌فروشد. گاهی اوقات، عمده‌فروش قبل از اینکه محصول به دست مصرف‌کننده برسد، از خرده‌فروشی عبور می‌کند. هر فروشنده (تولیدکننده، عمده فروش و خرده فروش) به دنبال کسب حاشیه سود مناسب از محصول است. از این رو، هر بار که خریدار کالا را از منبع دیگری خریداری می‌کند، قیمت محصول باید افزایش یابد تا سودی که هر فرد دریافت می‌کند به حداکثر برسد. این امر قیمت محصول را برای کاربر نهایی افزایش می‌دهد.
توزیع کننده نماینده سازنده است و وظایفی را از طرف سازنده برای توزیع کالا از تولیدکننده به عمده فروش یا خرده فروش انجام می‌دهد. یک توزیع کننده همیشه مراقب سفارش‌های مشتریان مختلف است و فعالانه محصولات و خدمات تولیدکننده را تبلیغ می‌کند. وظایف اصلی یک توزیع کننده مطالعه بازار و ایجاد پایگاه‌های اطلاعاتی مصرف‌کنندگان، تبلیغات کالاها، سازماندهی خدمات برای تحویل کالا، انبار کردن سطوح موجودی، ایجاد یک شبکه فروش پایدار است که شامل فروشندگان می‌شود. و سایر واسطه‌ها بسته به وضعیت بازار. توزیع کنندگان به ندرت کالاهای تولیدکننده را مستقیماً به مشتریان می‌فروشند.

### تولیدکننده → نماینده/کارگزار → عمده فروش یا خرده فروش → مشتری (کانال سه سطح)
این کانال توزیع شامل بیش از یک واسطه قبل از اینکه محصول به دست مصرف‌کننده برسداست. واسطه که به عنوان عامل شناخته می‌شود، در مذاکره بین سازنده و فروشنده کمک می‌کند. زمانی که تولیدکنندگان نیاز دارند محصول خود را در سریع‌ترین زمان ممکن وارد بازار کنند، نمایندگان وارد عمل می‌شوند. این بیشتر زمانی اتفاق می‌افتد که کالای فاسد شدنی باشد و قبل از شروع پوسیدگی باید تازه‌وارد بازار شود.
واسطه ای مانند دلال معمولاً به کارمزد محصول یا تولید فروخته شده از نظر کالا وابسته است و همچنین در معاملات یکباره شرکت دارد و نمی‌تواند کانال توزیع مؤثری باشد. با این حال، در صورتی که حق نمایندگی انحصاری تولیدکننده و کسب سود را به دست آورده باشد، می‌تواند مزیت رقابتی خود را نسبت به سایر شرکت‌ها در قالب یک برند خاص حفظ کند. او از طرف فروشنده (تولیدکننده یا سازنده) عمل می‌کند و هیچ حقی برای تغییر قیمت محصولات ندارد. علاوه بر این، با تشکیل یک کانال توزیع، مهم است که به یاد داشته باشید که بهره‌برداری و استفاده از واسطه‌ها در یک تجارت (نه تنها عمده فروشان، خرده فروشان، بلکه لجستیک حمل و نقل) زنجیره توزیع را طولانی‌تر می‌کند. سپس یک کسب و کار باید در نظر بگیرد که کدام کانال از نظر تحویل به موقع، کارایی، سیاست قیمت گذاری و جایگاه آن در بین رقبا مقرون به صرفه تر و سازنده تر است. به عنوان مثال، بازخورد کلی، رتبه بالاتر و تقاضای بالاتر از سوی مشتریان. بهترین استفاده و کمک واسطه‌ها را می‌توان برای کسب و کارهای نوپا و شاید یک کسب و کار مستقر به کار برد.

## بازاریابی شبکه ای
برندهای درگیر در فروش از طریق کانال‌های بازاریابی (که معمولاً به عنوان کانال‌های توزیع نیز شناخته می‌شوند) با شرکای کانال (فروشندگان محلی، خرده فروشان، نمایندگان میدانی و غیره) که محصولات یا خدمات خود را به مشتری نهایی می‌فروشند، روابط دارند. برندهایی که هدفشان به حداکثر رساندن فروش از طریق شرکای کانال است، پشتیبانی ترویج و تبلیغاتی را به آن‌ها ارائه می‌کنند که از قبل پیکربندی شده و اغلب توسط برند بودجه می‌گیرد.دانستن زبان انگلیسی اجباریست